# Медемы
Медемы — курляндский графский и баронский род, владевший Элейской усадьбой и виллой Медем в Митаве.
В конце XV в. Медемы переселились из Гессена в Прибалтийский край. Определением Правительствующего сената род фон Медем был признан в баронском достоинстве. Род Медемов внесен в дворянские матрикулы Курляндской и Лифляндской губерний и в V часть родословных книг Полтавской, Псковской, Рязанской и Саратовской губерний.
Грамотой римского императора Иосифа II от 5-го ноября 1779 года польский и саксонский камергер, староста Ошмянский, Иоганн Фридрих фон Медем возведён с нисходящим его потомством в графское Священной Римской империи достоинство.
Титулярный советник Федор Иванович де Медем 15.05.1813 внесен в III ч. ДРК Рязанской губ. 1.05.1845 барон Адальберт Петрович Медем внесен по своей службе во II ч. ДРК Рязанской губ. 2.03.1849 по древности рода перенесен в VI ч. ДРК Рязанской губ. без наименования бароном.

## Персоналии

### Баронская ветвь
- Медем, Вильгельм (Василий) Готгард
  - Медем, Николай Васильевич (1798—1870) — барон, генерал от артиллерии. Профессор истории военного искусства, тактики и стратегии в Николаевской военной академии, председатель Главного военно-учебного комитета; составил программы и курсы своих предметов и совместно с бароном Зедделером установил практические по ним занятия.
    - Медем, Михаил Николаевич (1831—1902) — барон, действительный тайный советник, сенатор; владелец усадьбы Щеглово.
    - Медем, Николай Николаевич (1834—1899) — барон, генерал-лейтенант, Варшавский губернатор, сенатор.
      - Николай Николаевич-мл. (1867—1918) — барон, Псковский и Петроградский губернатор, сенатор.

  - Медем, Василий Васильевич (Вильгельм) — чиновник Псковской палаты государственных имуществ.

К этой же ветви принадлежал московский градоначальник барон Георгий Петрович фон Медем (1849—1911) — муж певицы М. А. Славиной.

### Графская ветвь

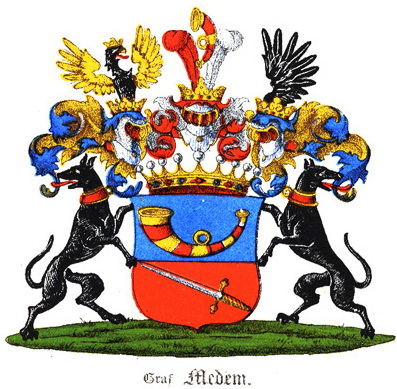
герб графов Медем

- Медем, Иоганн Фридрих фон (Иван Фёдорович) (1722—1785) — курляндский дворянин, генерал-поручик.
  - Доротея, герцогиня Курляндская
  - Элиза фон дер Рекке
  - Медем, Карл Иоганн Фридрих (1762—1827)
  - Медем, Кристоф Иоганн Фридрих (Иван Францевич) (1763—1838) — российский дипломат, граф, был женат на дочери генерала П. А. Палена Луизе.
    - Медем, Павел Иванович (1800—1854) — российский дипломат, тайный советник, камергер.
    - Медем, Пётр Иванович (Петер Георг) (1801—1877) — действительный статский советник, камергер, представитель Курляндии при Российском дворе, советником дирекции Курляндского кредитного общества
    - Медем, Александр Иванович (1803—1859) — российский дипломат, граф, тайный советник.
    - Медем, Людвиг Иванович (Людвиг Иоганн Фридрих)
      - Медем, Оттон Людвигович (1847—1925) — сенатор, новгородский губернатор.
        - Медем, Александр Антонович (1877 — 01.04.1931), православный мученик. Многократно подвергался арестам, в последний раз арестован в 1930 г. Супруга Мария Фёдоровна (урожд. Черткова).
          - Медем, Фёдор Александрович (1902—1986) — был одним из организаторов русского национального студенческого союза Мюнхена.